# Lovász-Local-Lemma
Das Lovász-Local-Lemma ist ein Hilfssatz aus der Wahrscheinlichkeitstheorie. Es verallgemeinert das Argument, dass die stochastische Unabhängigkeit von Ereignissen mit positiver Wahrscheinlichkeit eine positive Wahrscheinlichkeit für das Eintreten aller Ereignisse impliziert, auf Situationen, in denen nicht alle Ereignisse unabhängig sind. Sein Name beruht darauf, dass es lokale Eigenschaften zu einem globalen Ergebnis zusammensetzt. Es findet am häufigsten Anwendung in probabilistischen Ansätzen, um Existenzbeweise zu führen. 1975 wurde es von László Lovász und Paul Erdős bewiesen.
Einen konstruktiven Beweis und eine algorithmische Version gaben Robin A. Moser und Gábor Tardos 2008/09 und erhielten dafür den Gödel-Preis (2020). Zusätzlich konnten sie die Algorithmen für die Verwendung von LLL vollständig de-randomisieren.

## Aussage des Lemmas

### Allgemeine Version
Sei {\displaystyle {\mathcal {E}}=\{A_{1},A_{2},\dots ,A_{n}\}} eine Menge von Ereignissen über einem beliebigen Wahrscheinlichkeitsraum, so dass jedes Ereignis {\displaystyle A_{i}} stochastisch unabhängig von allen Ereignissen in jeweils einem {\displaystyle {\mathcal {D}}_{i}\subseteq {\mathcal {E}}} ist.
Falls reelle Zahlen {\displaystyle x_{1},x_{2},\dots ,x_{n}\in [0,1)} existieren, so dass für alle {\displaystyle i\in \{1,2,\dots ,n\}} gilt:
{\displaystyle Pr(A_{i})\leq x_{i}\prod _{A_{k}\in {\mathcal {D}}_{i}}(1-x_{k})},
so folgt: {\displaystyle Pr(\bigcap _{i=1}^{n}{\overline {A}}_{i})\geq \prod _{j=1}^{n}(1-x_{j})>0}.
In vielen Beweisen wird der folgende symmetrische Spezialfall verwendet.

### Symmetrische Version
Sei {\displaystyle {\mathcal {E}}=\{A_{1},A_{2},\dots ,A_{n}\}} eine Menge von Ereignissen über einem beliebigen Wahrscheinlichkeitsraum, so dass jedes Ereignis aus {\displaystyle {\mathcal {E}}} von höchstens {\displaystyle d} anderen Ereignissen stochastisch abhängig ist. Definiere {\displaystyle p:=\max _{i\in \{1,\dots ,n\}}Pr(A_{i})}.
Gilt {\displaystyle e\cdot p\cdot (d+1)\leq 1,\quad }({\displaystyle e} bezeichnet die eulersche Zahl)

so folgt {\displaystyle Pr(\bigcap _{i=1}^{n}{\overline {A}}_{i})>0}.

## Anwendungsbeispiel
Sei {\displaystyle {\mathcal {H}}} ein Hypergraph, so dass jede Hyperkante mindestens {\displaystyle k} Knoten enthält und sich mit höchstens {\displaystyle 2^{k-3}} weiteren Hyperkanten schneidet und {\displaystyle k\geq 5}. Dann ist {\displaystyle {\mathcal {H}}} 2-färbbar.
Färbe die Knoten von {\displaystyle {\mathcal {H}}} zunächst zufällig, unabhängig und gleichverteilt mit zwei Farben (d. h. die Wahrscheinlichkeit, dass ein Knoten beispielsweise rot oder blau ist, beträgt jeweils {\displaystyle {\frac {1}{2}}}). Setze {\displaystyle N_{e}:=\{f\in E({\mathcal {H}})|f\cap e\neq \emptyset \}} für alle Hyperkanten {\displaystyle e\in E({\mathcal {H}})}: Wende nun das symmetrische Local-Lemma auf die Menge {\displaystyle {\mathcal {E}}:=\{A_{e}|e\in E({\mathcal {H}})\}} an. Dabei ist {\displaystyle A_{e}} das Ereignis, dass alle Knoten einer Kante {\displaystyle e} in der gleichen Farbe gefärbt worden sind. Zunächst ist jedes Ereignis {\displaystyle A_{e}} stochastisch abhängig von {\displaystyle N_{e}}, da sich jede Kante aus {\displaystyle N_{e}} per Definition mindestens einen Knoten mit {\displaystyle e} teilt. Nach Voraussetzung gilt: {\displaystyle |N_{e}|\leq 2^{k-3}=:d} für alle Kanten {\displaystyle e\in E({\mathcal {H}})}. Andererseits ist jedes Ereignis {\displaystyle A_{e}} stochastisch unabhängig von {\displaystyle \{A_{f}|f\in E({\mathcal {H}}),f\cap e=\emptyset \}}, da die Knoten unabhängig voneinander gefärbt wurden. Da {\displaystyle Pr(A_{e})\leq 2\left({\frac {1}{2}}\right)^{k}=2^{1-k}=:p} ist, gilt: {\displaystyle e\cdot p\cdot (d+1)<1}. Also ist {\displaystyle Pr\left(\bigcap _{e\in E({\mathcal {H}})}{\overline {A}}_{e}\right)>0}, das heißt: {\displaystyle {\mathcal {H}}} ist 2-färbbar.
In einer weiteren Version des Lovász-Local-Lemmas genügt die Anforderung {\displaystyle 4\cdot p\cdot d\leq 1}. Mit dieser Aussage folgt die 2-Färbbarkeit auch für {\displaystyle k\geq 3}. Es gilt dann nämlich {\displaystyle 4\cdot p\cdot d=4\cdot {\frac {2^{k-3}}{2^{k-1}}}=1}.